# Aalsterse vlaai
Aalsterse vla (também escrito como Aalsterse vlaai) é uma torta tradicional belga, originária da região de Aalst.
Ela é feita com base em um pudim de pão cozido a partir de spekulaas e ontbijtkoek.  A receita também é conhecida como "vlaai do Flandres Oriental". Ao contrário de outras tortas típicas da Bélgica, a versão de Aalst não usa nenhum tipo de fruta em sua composição.

## Preparação
Existem diferentes receitas para a preparação da Aalsterse vla. A receita original é feita a partir de mastel, um tipo de pão tradicional belga. Mistura-se o mastel com peperkoek, macis, xarope, açúcar cristal e mascavo e ovos, formando um pudim de pão que é então enformado e assado.
Outras receitas usam spekulaas e temperos como noz-moscada e cravo. A receita é tão tradicional que há a venda de assadeiras feitas especialmente para a sua preparação em mercados de rua de Aalst.

## Consumo
A torta é popular como uma sobremesa natalina. A receita pode ser comida em fatias como uma torta normal, ou como cobertura de pão.
A Aalsterse vla também é utilizada como recheio para waffles e sanduíches.

## História
Não se sabe precisamente a data de origem da receita, mas suas menções primordiais datam do século XVI. A pintura  Provérbios Neerlandeses de Pieter Bruegel, datada de 1559, utiliza a imagem das tortas para representar um dos 85 provérbios retratados: "ter o telhado cheio de tortas".
No passado, a receita era feita por donas de casa, como uma forma de aproveitar restos de comida. Isso acontecia especialmente durante as festividades de natal. Famílias que não possuiam fornos em suas casas levavam a massa crua da receita em fôrmas à padarias, onde a torta era assada. Depois de um tempo, padeiros começaram a fazer suas próprias versões da receita em assadeiras de pedra, que eram retornadas aos estabelecimentos após o cliente e sua família consumirem toda a torta.